# Право на поплаву
«Право на поплаву» — подкаст про російсько-українську війну. Головний спікер — керівник фонду «Повернись живим» та співзасновник «Мілітарного порталу» Тарас Чмут. Подкаст виник як аудіопростір (спейс) в українському твітері.
За місяць до початку повномасштабного вторгнення модератори Олег Новіков та Валерій Агєєв почали організовувати спейси з Тарасом Чмутом, щоб заспокоїти людей, які жили в стресі через ескалацію та згодом воєнні дії, а потім — щоб інформувати про події на фронті. Ці розмови переросли у регулярний подкаст. Згодом з'явилися окремі подкасти на тему економіки, історії, права, реформ та антикорупції.

## Головні учасники
- Олег Новіков — журналіст, модератор подкасту.
- Валерій Агєєв — блогер, модератор подкасту.
- Тарас Чмут — голова фонду "Повернись живим".[3]
- Іван Науменко (пан Анонім) — директор департаменту стратегічних ініціатив фонду "Повернись живим".[3]
- Антон (Анатолій) Муравейник (пан Начальник розвідки) — керівник аналітичного відділу фонду "Повернись живим".[3]